# Kamienica Szymela i Heleny Wileńskich w Łodzi
Kamienica Szymela i Heleny Wileńskich – modernistyczna kamienica położona na rogu ul. Sienkiewicza i pl. Komuny Paryskiej w Łodzi. Razem z sąsiadującą willą Mieczysława Neufelda oraz kamienicą wielkomiejską Jakuba Lando stanowią charakterystyczny zespół przedwojennego luksusowego budownictwa w stylu modernistycznym okresu międzywojennego w Łodzi.

## Historia
Budynek został zaprojektowany w 1934 przez Henryka Lewinsona na zamówienie Szymela i Heleny Wileńskich. Zakończenie budowy obiektu datuje się na 1938.
W 1932 rodzina Wileńskich mieszkała jeszcze przy ul. Piotrkowskiej 152, w narożnej kamienicy przy dzisiejszej al. Piłsudskiego. Potem przeniosła się na Plac Komuny Paryskiej. Według książki adresowej miasta Łodzi na lata 1937/1939 w kamienicy mieszkali inżynier Jan Wileński i przemysłowiec Stanisław Wileński, właściciel przedsiębiorstwa S. Wileński, Łódź Fabryka Filców, działającej przy ul. J. Długosza 48 na Kozinach.
Po II wojnie światowej w budynku mieściła się lokalna siedziba Polskiej Partii Robotniczej, a następnie Polskiej Zjednoczonej Partii Robotniczej. Mieszkanie po dawnych właścicielach należało wówczas do Ignacego Loga-Sowińskiego. Dopiero w 1952 siedzibę przeniesiono do nowego gmachu wybudowanego przy al. Kościuszki. Duże kilkusetmetrowe mieszkania podzielono na mniejsze, do których wprowadzili się nowi lokatorzy. W latach 60. na pierwszym piętrze kamienicy zamieszkał Jerzy Werner, jeden z pionierów polskiej motoryzacji, a w latach 1962-1968 rektor Politechniki Łódzkiej. W tym samym okresie mieszkanie po Wileńskich zajmował Tadeusz Pawlikowski, rektor Akademii Medycznej w Łodzi w latach 1968-1972.
W 2013 budynek przeszedł gruntowny remont sfinansowany przez wspólnotę mieszkaniową.
Według Zarządzenia Nr 772/2023 Prezydenta Miasta łodzi z dnia 6 kwietnia 2023 kamienica jest wpisana do Gminnej Ewidencji Zabytków pod numerem 377.

## Charakterystyka
Kamienica w momencie swojego powstania stanowiła luksusowy obiekt. Była skanalizowana, dochodziła tu bieżąca woda, a także gaz, a lokatorów woziły windy. Mieszkania miały około 150 metrów kwadratowych.
Partii narożnej budynku nadano kształt zryzalitowanej podwyższonej wieży z pełnym przeszkleniem narożników poszczególnych kondygnacji. Na wysokości czwartego piętra wychodzą od niej wąskie tarasy biegnące wzdłuż obu elewacji. Z kolei na narożu od strony pl. Komuny Paryskiej umieszczono łamane balkony z ażurowymi metalowymi balustradami.
We wnętrzu kamienicy, obok głównej klatki schodowej z windą, wytyczono schody gospodarcze dla służby. Jest to rozwiązanie nietypowe dla architektury modernizmu, która starała się odchodzić od podkreślania stratyfikacji społecznej. Gospodarczą klatkę schodową skomunikowano natomiast z mieszkaniami po obu stronach głównej klatki, poprzez wąskie przejście, przesmyk między dwoma przeszklonymi ścianami głównej klatki.